# Sawdust
Albums de The Killers
Sam's Town
(2006) Day and Age
(2008)
Sawdust est le troisième album du groupe de rock américain The Killers sorti en novembre 2007.
Ce disque est essentiellement composé de faces B du groupe et de quelques titres inédits.

## Pistes de l'album
1. Tranquilize
2. Shadowplay
3. All The Pretty Faces
4. Leave The Bourbon On The Shelf
5. Sweet Talk
6. Under The Gun
7. Where The White Boys Dance
8. Show You How
9. Move Away
10. Glamorous Indie Rock and Roll
11. Who Let You Go?
12. The Ballad of Michael Valentine
13. Ruby, Don't Take Your Love To Town
14. Daddy's Eyes
15. Sam's Town (Abbey Road Version)
16. Romeo and Juliet
17. Mr. Brightside (Jacques Lu Cont's Thin White Duke Remix) / Questions with the Captain